# Thornycroft

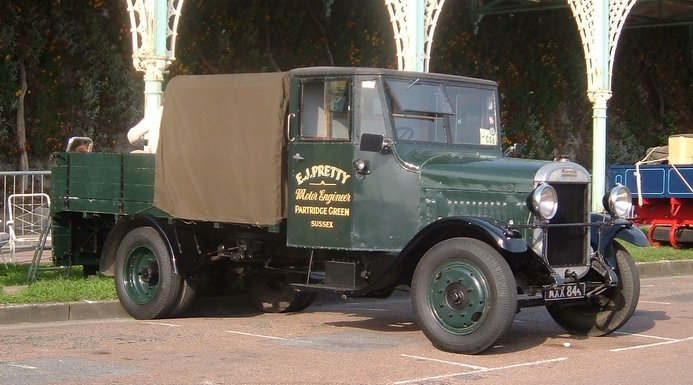
Vrachtwagen uit 1934

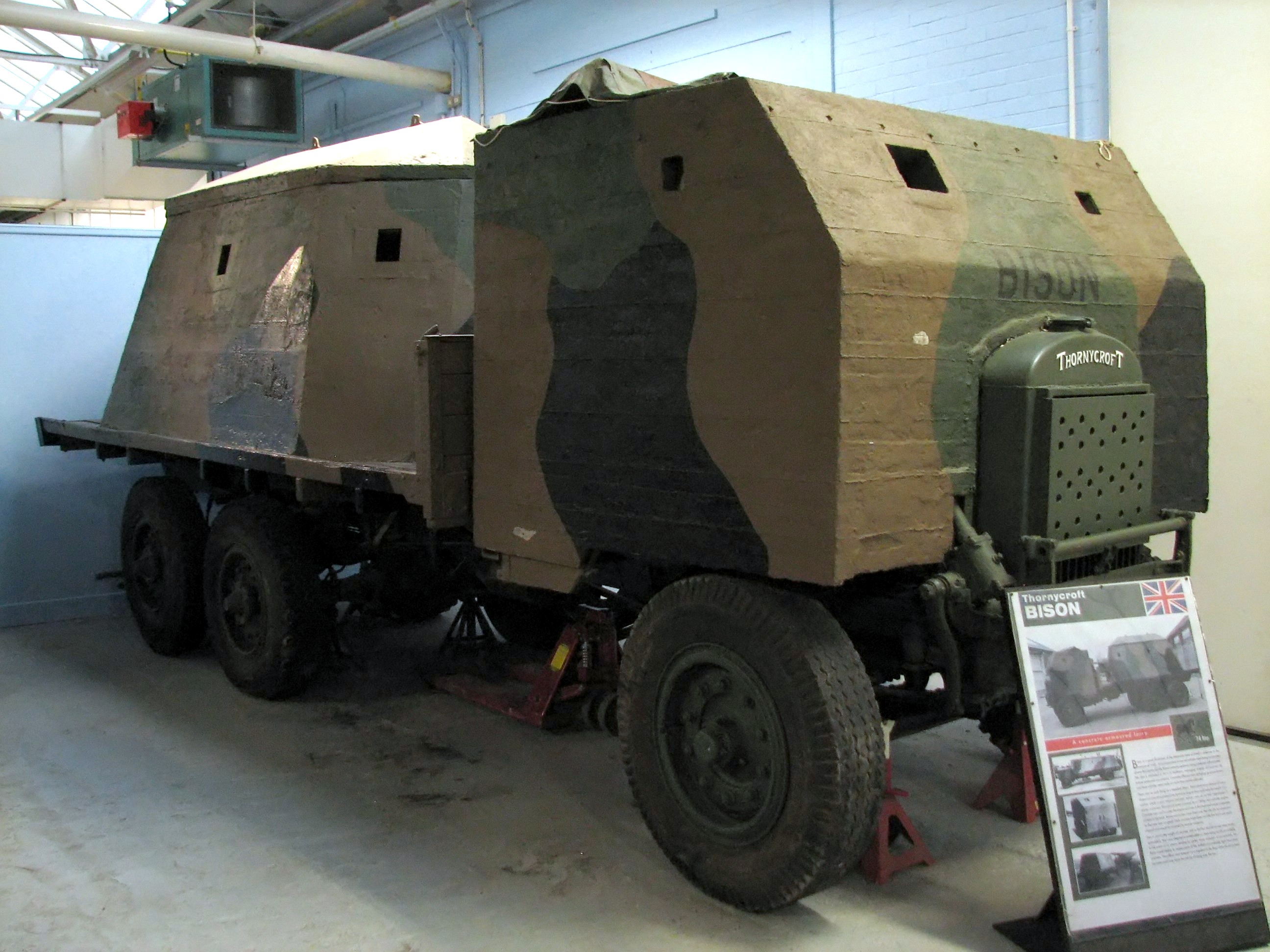
Type 2 Bison rijdende bunker op een Thornycroft Tartar chassis

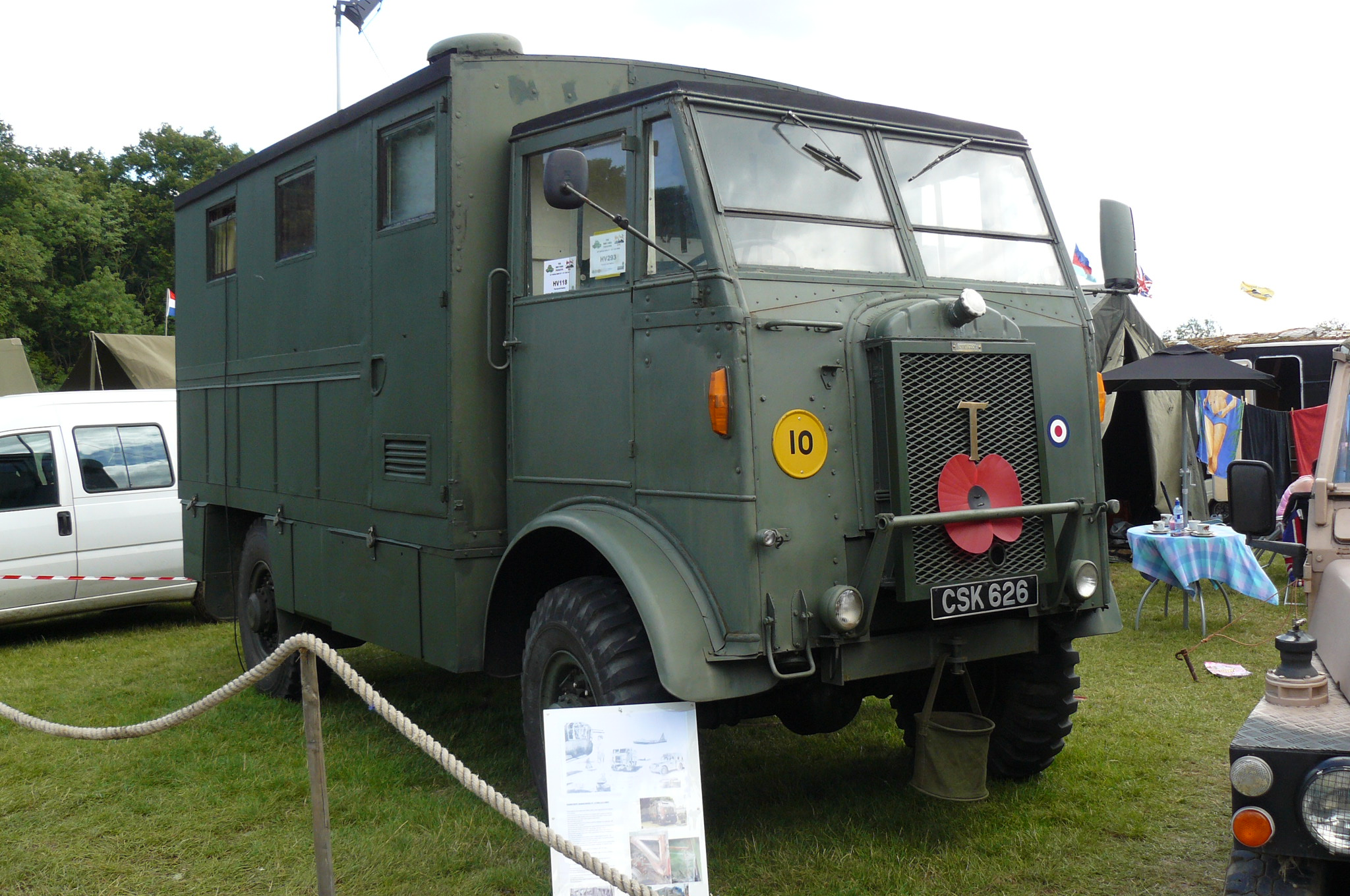
Thornycroft Nubian uit 1944

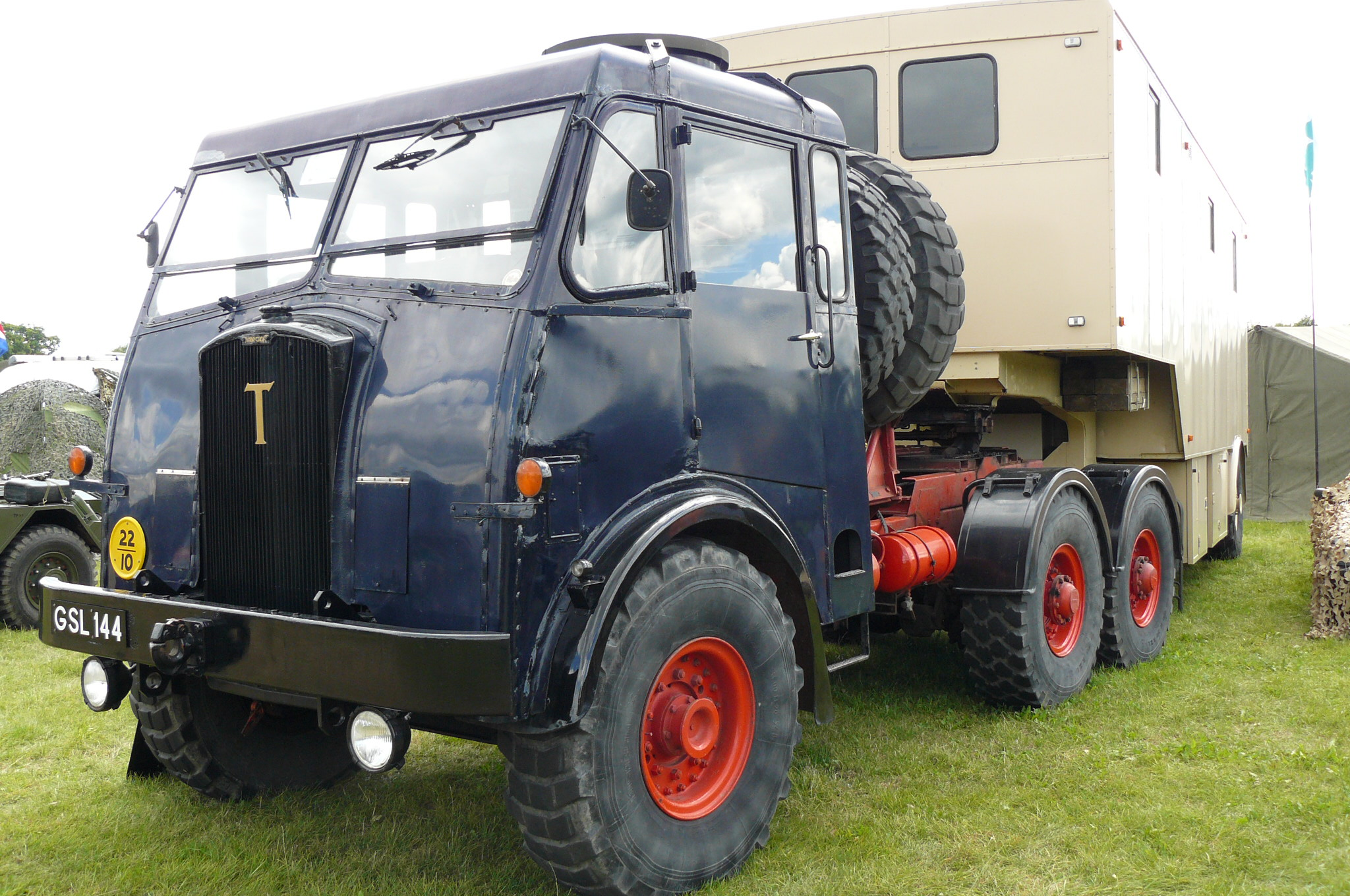
Thornycroft Big Ben trekker uit 1953

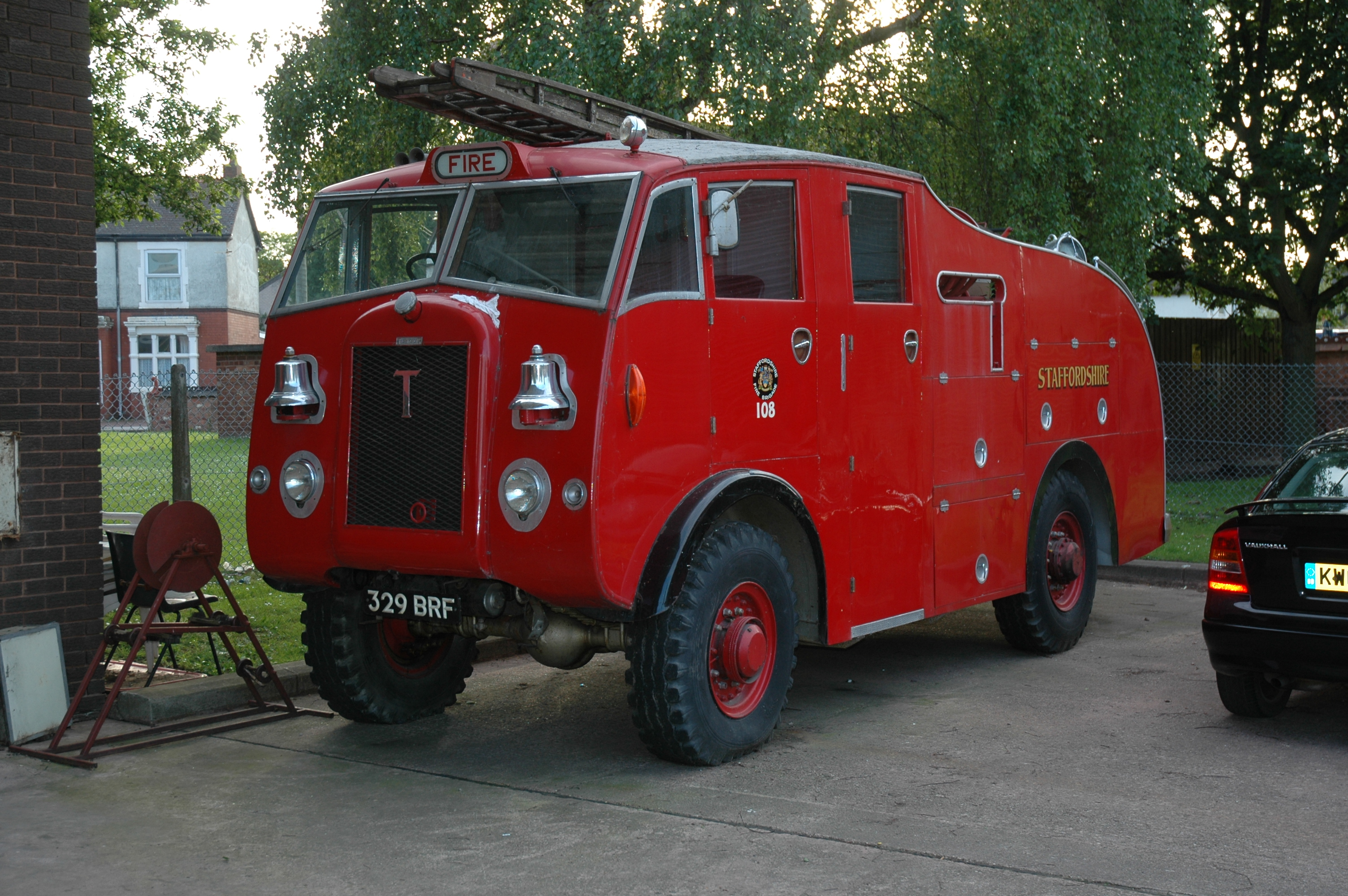
Thornycroft brandweerwagen uit 1954

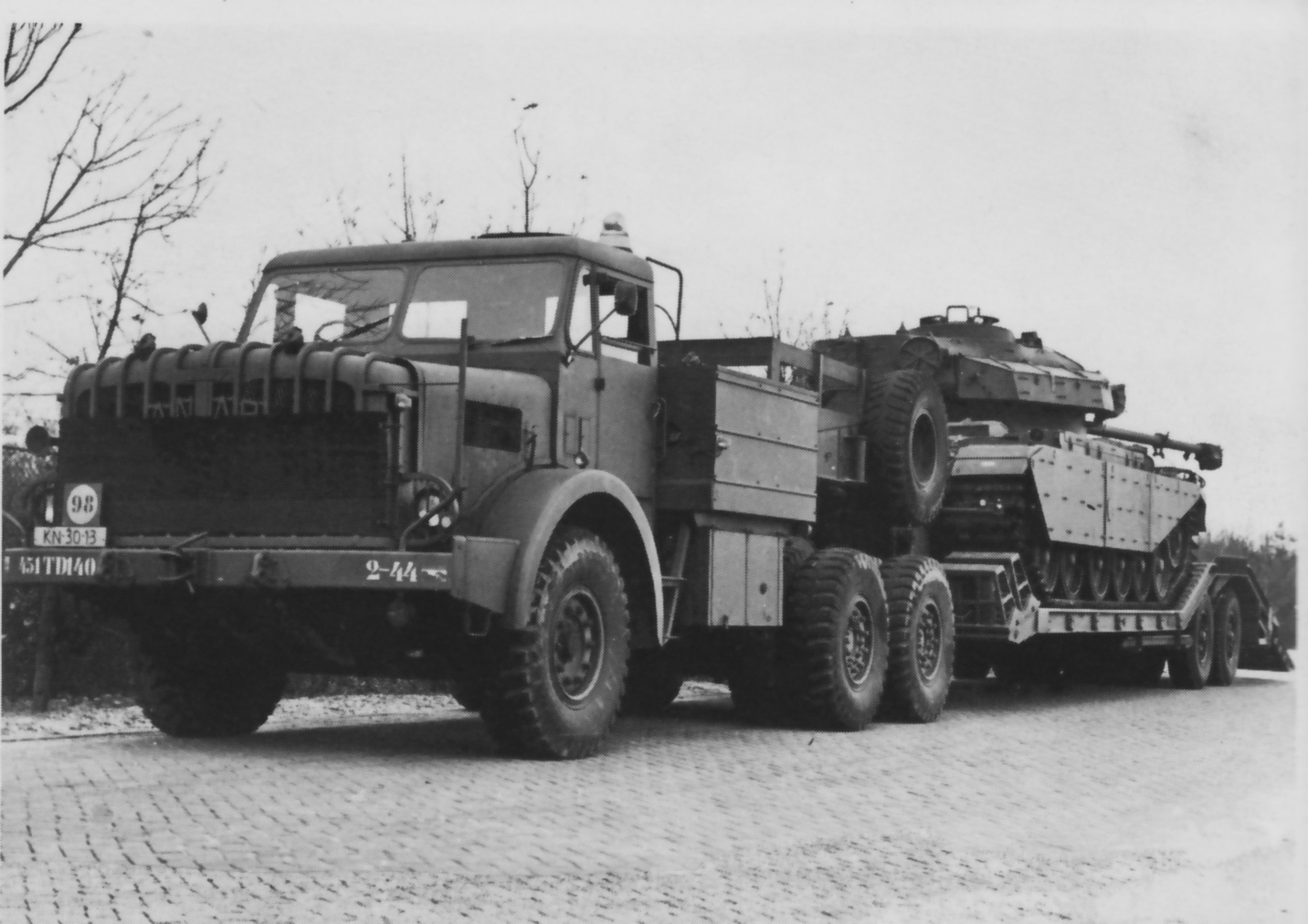
Thornycroft Mighty Antar

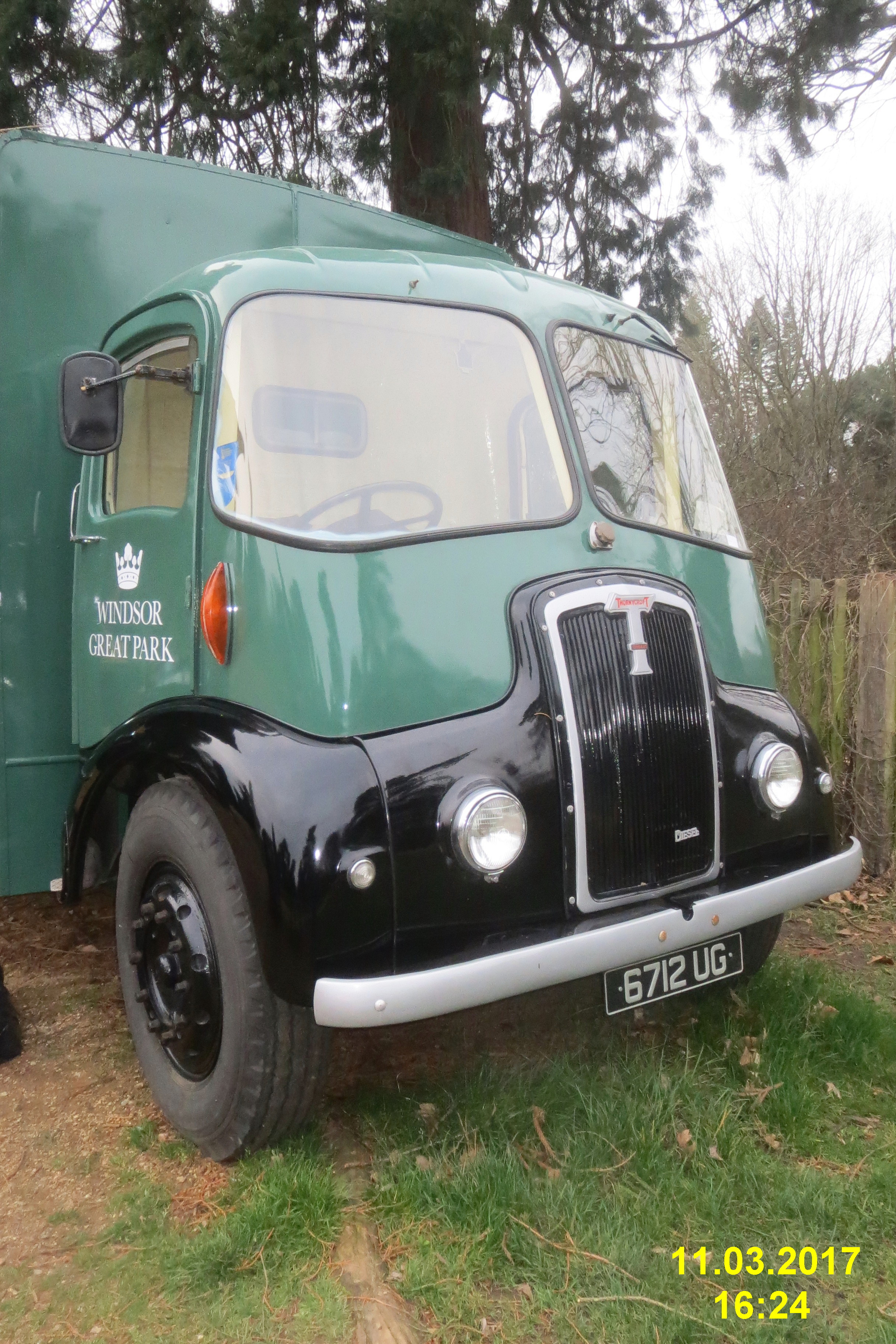
Thornycroft Trident uit 1960

Thornycroft was een Britse producent van vrachtwagens en een scheepsbouwer. Het bedrijf werd gesplitst en in 1961 werd de vrachtwagenfabrikant Thornycroft overgenomen door ACV. In 1962 werd de productie van vrachtwagens gestaakt. De naam komt nog voor op lichte scheepsmotoren.

## Vrachtwagenfabriek
In 1862 ontwierp John Isaac Thornycroft (1843-1928) zijn eerste stoomwagen. Twee jaar later richtte hij de Steam Carriage and Wagon Company op met een fabriek in Chiswick in de regio Groot-Londen. De productie van stoomwagens kende veel hindernissen en om zijn fabriek draaiende te houden ging hij ook schepen bouwen.
Het idee om stoomwagens te maken was niet geheel verdwenen en in 1896 maakte hij weer een stoomvrachtwagen. In 1902 volgde het eerste voertuig met een benzinemotor en de laatste vrachtwagen met stoomaandrijving werd in 1907 geleverd. In 1904 verhuisden de scheepbouwactiviteiten naar Southampton. 
Bij het uitbreken van de Tweede Wereldoorlog werd Thornycroft intensief betrokken bij de productie van militaire voertuigen. Tijdens de oorlog werden zo’n 8250 rupsvoertuigen in licentie geproduceerd en vele duizenden vrachtwagens. In februari 1941 rolde de eerste 4x4 Thornycroft Nubian vrachtwagens uit de fabriek. In mei 1945 waren er 3824 van gemaakt. In 1942 kreeg Thornycroft van het Britse Ministerie van Bevoorrading de opdracht om een amfibievoertuig te ontwerpen dat in staat was goederen en troepen te vervoeren tussen schip en kust. De Terrapin was het enige amfibievoertuig dat de Britten tijdens de Tweede Wereldoorlog hebben geproduceerd. 
In 1948 werd de naam veranderd in Transport Equipment (Thornycroft) Ltd. Het was vooral bekend om zijn meerassige brandweerwagens. In 1961 werd het bedrijf overgenomen door Associated Commercial Vehicles Ltd, ook de moedermaatschappij van AEC. De productie werd gerationaliseerd en Thornycroft bleef alleen nog Nubian, Big Ben en Antar modellen produceren. ACV werd in 1962 overgenomen door British Leyland. Leyland beschikte al over een producent van speciale vrachtwagens,  Scammell, en de productie werd gestaakt in Thornycroft's fabriek in Basingstoke.  De productie ging over naar de Scammell fabriek bij Watford.

## Museum
Het Milestones museum ligt op een paar honderd meter van de oorspronkelijke site in Basingstoke en heeft diverse Thornycroft voertuigen in de collectie.
In 1966 fuseerden de scheepsbouwactiviteiten met Vosper & Co. In 1970 kwam de naam Vosper Thornycroft in gebruik en het bedrijf gaat nu nog verder als de VT Group. Tegenwoordig wordt de naam Thornycroft nog gebruikt door de bouwer van scheepsdieselmotoren voor particuliere en licht commercieel gebruik.